# Roblín

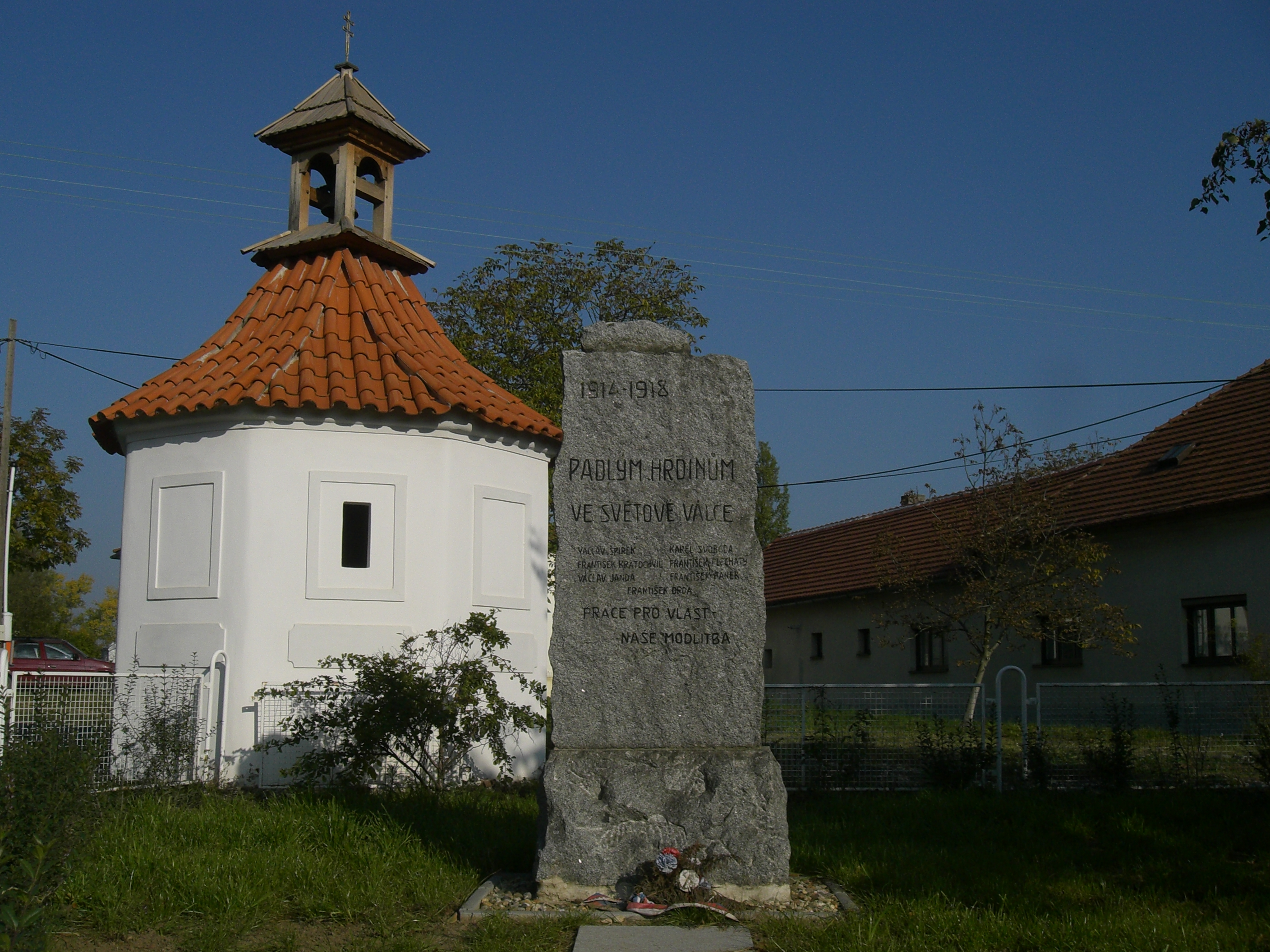
Kapelle und Gedenkstein für die Gefallenen des Ersten Weltkriegs auf dem Dorfplatz

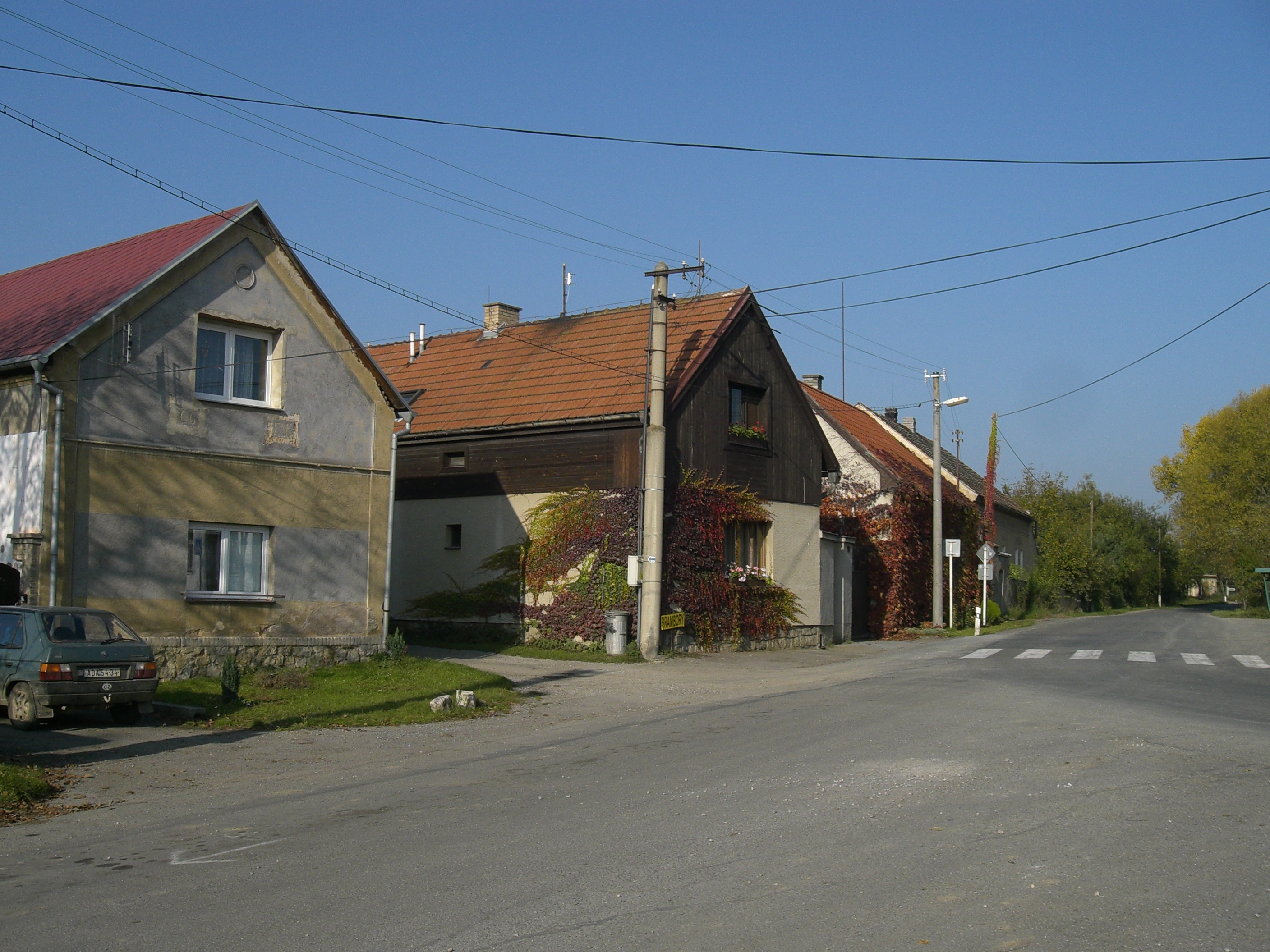
Ortsansicht

Roblín (deutsch Roblin, früher Rubrin bzw. Rublin) ist eine Gemeinde in Tschechien. Sie liegt 18 Kilometer südwestlich des Stadtzentrums von Prag und gehört zum Okres Praha-západ.

## Geographie
Roblín befindet sich zwischen den Tälern der Švarcava und des Karlický potok auf der Třebotovská plošina (Trebotauer Hochfläche) am Rande des Landschaftsschutzgebietes Český kras. Am nördlichen Ortsausgang entspringt ein kleiner Zufluss zur Švarcava. Südlich erstreckt sich das Naturreservat Karlické údolí. Gegen Nordwesten liegen die Kalksteinbrüche Kréta und Holý vrch. Südöstlich erheben sich der U Roblína (407 m n.m.) und der Hradínovský kopec (402 m n.m.) sowie im Süden der Čabrak (406 m n.m.).
Nachbarorte sind Kuchař und Kuchařík im Norden, Choteč, U Rybníka Franty und Třebotov im Nordosten, Frantův Mlýn, Kala, Trousílkův Mlýn, Solopisky und Mejstříkův Mlýn im Osten, Na Vysoké und Vonoklasy im Südosten, Karlické Údolí, Karlík und Mořinka im Süden, Ve Spáleném Mlýně, Dolní Roblín und Mořina im Südwesten sowie Kozolupy, Trněný Újezd und Vysoký Újezd im Nordwesten.

## Geschichte
Die erste urkundliche Erwähnung von Roblin erfolgte am 12. März 1338, als der Landschreiber des Königreichs Böhmen Stephan von Děvín und Tetín, ein unehelicher Sohn König Wenzels II., ein Stück seines Waldes Morsina bei den Kreuzherren mit dem Roten Stern gegen den Wald Roblin eintauschte. Im Jahre 1365 wurde das Dorf Roblin als Zubehör der Feste Třebotov aufgeführt. Zur Unterscheidung vom Karlsteiner Lehngut Dolní Roblín wurde das Dorf gelegentlich auch als Horní Roblin bezeichnet. 1374 kaufte der Oberste Stadtrichter zu Prag, Merklín Stach, das Gut Třebotov mit der Feste, dem Hof, vier Bauernhöfen, Feldern und dem Hof Roblín für 240 Schock Prager Groschen von Henslin Pecold. Stach überschuldete sich danach binnen kurzer Zeit; 1383 ging das Gut Třebotov in den Besitz seines Gläubigers, des Prager Apothekers Augustin über. Dieser verpachtete Třebotov im selben Jahre an Ulrich Medek von Leschan und Valdek, der das Gut 1387 auch käuflich erwarb. Ulrich Medek und seine Nachfahren legten sich auch das Prädikat von Třebotov zu, sie hielten den Besitz bis zum Ende des 15. Jahrhunderts. Nachfolgende Besitzer waren ab 1499 Vojtěch Tvoch von Nedvídkov, ab 1510 Mandaléna Klinšteinská von Vrtba, ab 1530 deren Tochter Vracka von Klinštejn mit ihren zwei Schwestern, ab 1532 Wenzel Bechinie von Lazan und danach der Bürger der Prager Neustadt Matouš Hovorčovský. Dieser wurde 1538 mit dem Prädikat von Koliwahora in den Adelsstand erhoben. 1568 erbte Matouš Sohn Jiřík Hovorčovský das Gut Třebotov. Im Jahre 1610 kaufte der Berouner Bürger Matouš d. Ä. Hovorčovský das Gut Třebotov für 10.000 Schock Meißnische Groschen von seinen Neffen. Fünf Jahre später erwarben Jan d. Ä. Ledčanský von Popice und dessen Frau Dorota, geborene von Sonenštejn, Třebotov für 15.000 Schock Meißnische Groschen. Als Teilnehmer an der Wiener Blockade von 1619 wurde Ledčanský nach der Schlacht am Weißen Berg am 2. November 1622 mit dem Verlust seines Gutes Třebotov bestraft. Das konfiszierte Gut, die Feste und das Dorf wurden 1623 für 5205 Schock Groschen an den königlichen Statthalter Wenzel von Fliessenbach verkauft. Im Jahre 1630 verkaufte Fliessenbachs Witwe Katharina das Gut Třebotov mit den Meierhöfen Třebotov, Kuchařík und Roblín sowie dem wüsten Dorf Solopisk für 8000 Schock Meißnische Groschen an den Abt des Zisterzienserklosters Königsaal, Georg Urat.
Nach der Aufhebung des Klosters im Zuge der Josephinischen Reformen im Jahre 1785 gehörte Roblín zur Herrschaft Königsaal, die von der k.k. böhmischen Staatsgüteradministration für den Religionsfonds verwaltet wurde. Im April 1827 ersteigerte Friedrich Kraft Heinrich zu Oettingen-Wallerstein die Herrschaft Königsaal für 286.050 Gulden und trat sie an seine Frau Sophia Maria, geborene Landgräfin von Fürstenberg († 1829) ab. 1832 fiel die Herrschaft dem Witwer zu, der in Roblín einen neuen kleinen Meierhof errichtete. Nach dem Tod des Fürsten Oettingen-Wallerstein erbten 1845 seine zweite Frau Maria Anna, geborene Gräfin von Trauttmansdorff-Weinsberg, sowie seine Kinder aus beiden Ehen den Besitz gemeinschaftlich. Roblin war der Sitz des zweitgrößten der fünf Forstreviere der Herrschaft Königsaal, es bewirtschaftete 1407 Joch 132 Quadratklafter Wald.
Im Jahre 1846 bestand das Dorf Roblin bzw. Rublin im Berauner Kreis aus 17 Häusern mit 134 Einwohnern, von denen acht Häuser zum Gut St. Johann gehörten. Abseits lag ein obrigkeitlicher Meierhof. In der Umgebung wurde Kalkstein gebrochen. Pfarrort war Třebotau. Bis zur Mitte des 19. Jahrhunderts blieb Roblin der Herrschaft Königsaal untertänig.
Nach der Aufhebung der Patrimonialherrschaften bildete Roblín/Roblin ab 1849 einen Ortsteil der Gemeinde Vonoklasy im Gerichtsbezirk Königsaal. Ab 1869 gehörte das Dorf zum Bezirk Smichow. 1910 kaufte der Unternehmer Cyril Bartoň-Dobenín die Grundherrschaft Königsaal mit den Wäldern um Roblín, später erbte seine Tochter Jaroslava Steinská-Sehnouková den Besitz. Roblín und Kuchařík lösten sich 1921 von Vonoklasy los und bildeten die Gemeinde Roblín. 1927 wurde die Gemeinde dem Okres Praha-venkov und 1942 dem Okres Praha-venkov-jih zugeordnet. 1949 kam die Gemeinde Roblín zum Okres Praha-jih, seit 1961 gehört sie zum Okres Praha-západ. 1980 wurde Roblín nach Třebotov eingemeindet, seit dem 24. November 1990 bildet Roblín wieder eine eigene Gemeinde. Nach der Samtenen Revolution erhielt die Familie Steinský die Wälder um Roblín rückübertragen.

## Gemeindegliederung
Die Gemeinde Roblín besteht aus den Ortsteilen Kuchařík (Klein Kucharsch) und Roblín (Roblin). Zu Roblín gehören außerdem die Ansiedlungen Frantův Mlýn und U Rybníka Franty.

## Sehenswürdigkeiten
- Kapelle mit oktogonalem Grundriss auf dem Dorfplatz. Sie wurde 1806 errichtet und ist seit 1958 als Kulturdenkmal geschützt.[7]